# Eleftherés
Eleftherés (Eleftheres) är en ort i Grekland.   Den ligger i prefekturen Nomós Kaválas och regionen Östra Makedonien och Thrakien, i den nordöstra delen av landet, 300 km norr om huvudstaden Aten. Eleftherés ligger 71 meter över havet och antalet invånare är 1 303.
Terrängen runt Eleftherés är kuperad åt nordväst, men åt sydost är den platt.  Närmaste större samhälle är Kavála, 16,4 km nordost om Eleftherés. 